# Jintasaurus meniscus
Jintasaurus meniscus es la única especie conocida del género extinto Jintasaurus de dinosaurio ornitópodo hadrosauriformes que vivió a mediados del período Cretácico, hace aproximadamente 105 millones de años, en el Albiense, en lo que es hoy Asia. Descripto por Hai-Lu You y Da-Qing Li en 2009. La especie tipo es J. meniscus. Jintasaurus vivó en  Gansu, al noroeste en China. Este descubrimiento soporta la teoría de que los hadrosáuridos se originaron en Asia.
Estos dinosaurios solo son conocidos por el fósil de un cráneo parcial, del que sí se conoce la parte posterior. El cráneo se caracteriza por una forma paraoccipital extremadamente larga que se proyecta sobre la parte inferior del condilo occipital. Posiblemente el Jintasaurus era un herbívoro semibípedo relativamente robusto con una longitud de unos seis metros. El Jintasaurus, descrito en el año 2009, se considera un representante de los hadrosaurios, un grupo de ornitopodos que evolucionó a lo largo del Cretáceo y que debido a la forma de su cráneo son conocidos como "dinosaurios de pico de pato. El Jintasaurus en especial se considera más evolucionado que otros hadrosáuridos del Cretáceo inferior y algunos del Cretáceo superior, como el Protohadros.